# Папа Пије XI
Пије XI (итал. Achille Ambrogio Damiano Ratti; Десио, 31. мај 1857 — Ватикан, 10. фебруар 1939) је био префект Ватиканске библиотеке (1912), нунциј у Пољској (1919), надбискуп и кардинал у Милану (1921). За папу је изабран 1922. године.

## Биографија
Склопио је више споразума о положају Римокатоличке цркве (конкордата) у следећим земљама: Летонија, Баварска, Пољска, Литванија, Чехословачка, Румунија, Баден, Португал, Пруска, Италија и Аустрија. Са Италијом је 11. фебруара 1929. закључио Латерански споразум, којим су регулисани односи између италијанске државе и Свете столице, која од 1870. године није признавала припајање Рима и бивше територије средњовековне Папске државе уједињеној Италији. Уговором је Италија признала папску државу у минијатурним границама од 44 хектара — Ватикан — и папи пун световни суверенитет. Папа се одрекао територијалних претензија на Рим и некадашњу територију Папске државе.